# Elymais

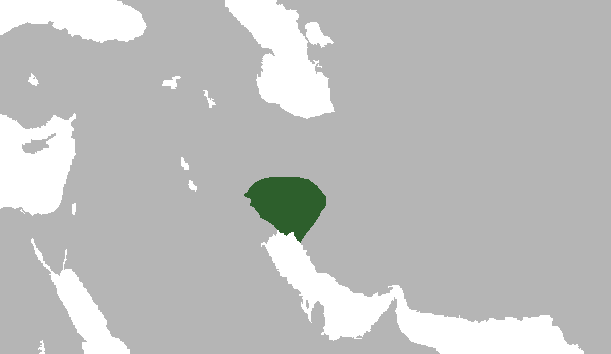
Das Reich Elymais im Jahr 51 v. Chr.

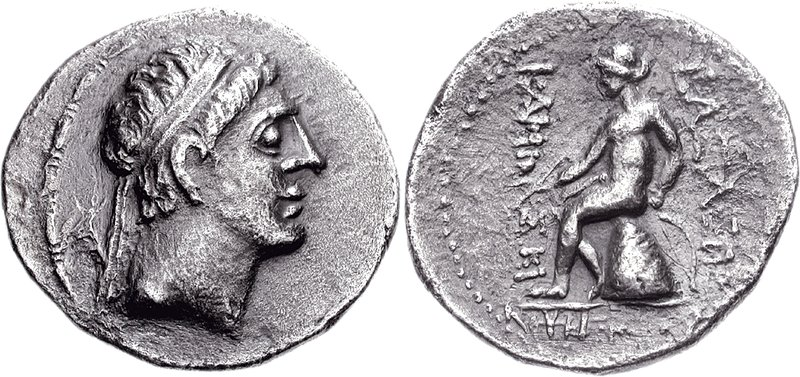
Münze: Kamnaskires II. Nikephoros

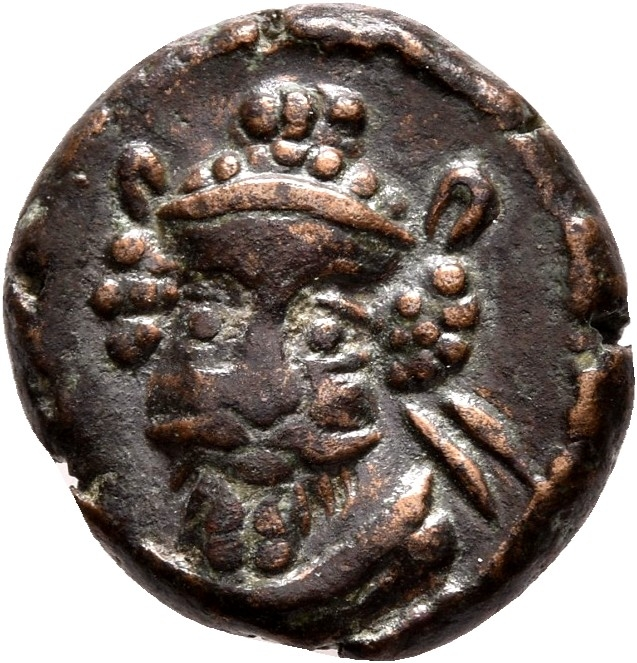
Münze des Orodes IV. (ca. 150 n. Chr.)

Die Elymais (dem alten Elam entsprechend) ist eine Landschaft im Südwesten Irans und das Heimatland des Volkes der Elymäer.

## Allgemeines
Der Name Elymais geht wahrscheinlich auf Elam zurück, obwohl diese Etymologie bezweifelt wurde. In Keilschrifttexten wird die Region weiterhin als Elam bezeichnet. Hauptstädte der Elymais waren oftmals Susa, das aber eigentlich nicht direkt zu dieser Landschaft gehörte, und Seleukia am Hedyphon. Die genauen Grenzen der Elymais sind nicht sicher. Strabon (XVI.1.17) berichtet, dass die Elymais in drei Provinzen unterteilt war: Gabiane, Massabatene und Korbiane. Die Bedeutung des Begriffes Provinz ist in diesem Fall umstritten. Andere antike Autoren berichten dagegen, dass auch die Susiana zur Elymais gehörte.

## Seleukidenherrschaft
Der Begriff Elymais taucht zum ersten Mal in der Zeit Alexanders des Großen auf (im Bericht des Nearchos, der bei Strabon überliefert ist). In der Folgezeit wurde die Elymais Teil des Seleukidenreiches. Im Heer von Antiochos III. sollen sich Bogenschützen aus der Elymais befunden haben. Als dieser Herrscher unter finanziellen Schwierigkeiten litt, soll er einen Tempel des Bel in der Elymais geplündert haben. Dies Unternehmen kostete ihn schließlich das Leben. Die Lokalisierung des Tempels ist in der Forschung umstritten. Antiochos IV. unternahm ein vergleichbares Unternehmen und versuchte einen Tempel der Artemis in dieser Provinz zu plündern, wurde aber zurückgeschlagen und kam auf dem Rückweg ums Leben.

## Unabhängigkeitsbestrebungen und das Partherreich
Als sich seit der Mitte des zweiten Jahrhunderts v. Chr. das Seleukidenreich im Prozess staatlicher Auflösung befand, gab es auch in der Elymais Bestrebungen, sich vom Reich zu lösen. Es erhoben sich lokale Machthaber zu Königen. Die folgende Geschichte der Region ist jedoch nur wenig bekannt. Die Herrscher der Elymais sind fast nur auf erhaltenen Münzen belegt. Erwähnungen in klassischen Texten sind selten. Die Anzahl und Reihenfolge der Herrscher ist in der Forschung umstritten. Nur die Münzen der vorchristlichen Herrscher sind mit Jahresangaben versehen, die späteren sind undatiert.
Die Herrscher der Elymais lassen sich in verschiedene Gruppen einteilen. Kamnaskires I. scheint um 147 v. Chr. den seleukidischen Satrapen aus Susa vertrieben und sich selbst als König eingesetzt zu haben. Im folgenden Jahr konnte aber der seleukidische Herrscher Demetrios II. Susa wieder einnehmen. Zumindest wurden dort 145 v. Chr. Münzen mit seinem Namen geprägt. Kurz darauf erscheint hier Kamnaskires II. Nikephoros mit eigenen Münzen, was andeutet, dass die Stadt und Provinz nicht mehr unter seleukidischer Herrschaft stand. Dieser Herrscher ist auch aus babylonischen Quellen bekannt, die zeigen, dass er 141 v. Chr. versuchte Teile des auseinanderfallenden Seleukidenreiches an sich zu reißen. Er fiel in Babylonien ein, war aber im Endeffekt nicht erfolgreich. Es folgen einige weitere Herrscher, doch kurz darauf ist die Elymais wahrscheinlich 140/139 v. Chr. vom parthischen König Mithridates I. besetzt worden.
Nichts ist aus den folgenden Jahren bekannt, doch erscheint 82/81 v. Chr. ein gewisser Kamnaskires III. auf Münzen, der auch wieder in Babylonien einfiel und sich offensichtlich von der parthischen Herrschaft zu befreien suchte. Diese Unabhängigkeitsbestrebungen dauerten eine ganze Reihe von Jahren an. Im Jahr 65 v. Chr. sandte ein König der Elymais Geschenke an den römischen General Pompeius (Plutarch, Pompeius 36). Aus chronologischen Gründen mag es sich bei diesem König um Kamnaskires IV. gehandelt haben.
Weitere Herrscher sind in den folgenden Jahren ebenso auf Münzen belegt. Eine weitere Gruppe von Herrschern prägte schließlich im zweiten nachchristlichen Jahrhundert ebenfalls Münzen. Gerade die Reihenfolge und Identifizierung der Herrscher des zweiten Jahrhunderts bereitet große Schwierigkeiten, da sie fast alle den Namen Orodes trugen. Vielleicht handelt es sich bei ihnen um Familienangehörige der Arsakiden, da der Name Orodes auch in diesem Herrscherhaus gut belegt ist. Mit dem Einfall der Sassaniden verschwand die Elymais als selbstständige politische Einheit.

## Die Herrscher
| König                                 | Datierung                              | Kommentar                                                                                    | Münze |
| ------------------------------------- | -------------------------------------- | -------------------------------------------------------------------------------------------- | ----- |
| Kamnaskires I. Soter                  | um 147 v. Chr.                         | Identisch mit Kamnaskires II. Nikephoros?                                                    |       |
| Kamnaskires II. Nikephoros            | um 145–139 v. Chr.                     | Raubzüge nach Babylonien                                                                     |       |
| Okkonapses                            | um 139 v. Chr.                         | kurzzeitiger Usurpator                                                                       |       |
| Tigraios                              | 138/37–133/32 v. Chr.                  | kurzzeitiger Usurpator                                                                       |       |
| Dareios                               | 129 v. Chr. ?                          | kurzzeitiger Usurpator                                                                       |       |
| Kamnaskires III., zusammen mit Anzaze | 82/81–75 v. Chr.                       | Der parthische König Orodes I. zog gegen Kamnaskires III., da dieser anscheinend rebellierte |       |
| Kamnaskires IV.                       | 62/61 oder 59/58 und 56/55 v. Chr.     | Sandte Geschenke an den römischen General Pompeius                                           |       |
| Kamnaskires V.                        | 36/35 v. Chr.                          |                                                                                              |       |
| Orodes I.                             | 1. Hälfte des 1. Jahrhunderts n. Chr.  |                                                                                              |       |
| Orodes II.                            | 1. Hälfte des 2. Jahrhunderts n. Chr.  |                                                                                              |       |
| Kamnaskires-Orodes III.               | 2. Hälfte des 2. Jahrhunderts n. Chr.  |                                                                                              |       |
| Phraates                              | Ende des 1./Anfang des 2. Jahrhunderts |                                                                                              |       |
| Osroes                                | 2. Jahrhundert n. Chr.                 |                                                                                              |       |
| Orodes IV.                            | 2. Hälfte des 2. Jahrhunderts n. Chr.  | Identisch mit Orodes V.?                                                                     |       |
| Orodes V.                             | Ende des 2. Jahrhunderts n. Chr.       |                                                                                              |       |